# Басилан (провинция)
Басилан (по-тагальски Lalawigan ng Basilan; по-испански и чавакано Provincia de Basilan) — островная провинция Филиппин, расположенная на одноименном острове, в регионе Мусульманского Минданао. Басилан — самый северный и самый крупный среди больших островов архипелага Сулу. Административный центр — Исабела, административно город входит в регион Полуострова Замбоанги, а не в состав своей провинции.

## Население
К коренному населению относятся три этнические группы: яканы, таусуг и чавакано. Первые две — преимущественно мусульмане, третья — католики. В провинции официальными языками признаны английский и тагальский, но используются и местные языки. Среди них наиболее распространен яканский.